# Éverton Lopes
Éverton dos Santos Lopes (Salvador, 8 de agosto de 1988) é um pugilista brasileiro. É o atual campeão mundial na categoria meio-médio-ligeiro de boxe amador.
Em seu cartel constam 205 lutas, 45 derrotas e 50 nocautes.

## Carreira
Participou dos Jogos Olímpicos de Pequim 2008, sendo eliminado na primeira rodada. Em 2009 foi escolhido pelo Comitê Olímpico Brasileiro como o melhor atleta do ano na modalidade de boxe.
No Campeonato Mundial de Boxe Amador de 2011 realizado no Azerbaijão, sagrou-se campeão mundial na categoria médio ligeiro, título inédito do Brasil neste esporte.
Nos Jogos Pan-Americanos de Guadalajara, Everton perdeu para o cubano Roniel Iglesias na semifinal e ficou com a medalha de bronze.

## Conquistas
- Tricampeão Brasileiro de Boxe.
- Tricampeão dos Jogos Abertos do Interior.
- Vice-campeão Jogos Pan-Americanos de 2007, no Rio de Janeiro.
- Bronze no Pan-Americano de Boxe em 2009.
- Prata no Sul-Americano de Boxe em 2006.
- Prata no Sul-Americano de Boxe em 2010.
- Quinto lugar no Mundial de Boxe em 2009, em Milão.
- Vice-campeão na Batalla Carabobo em 2009, em Valencia.
- Terceiro lugar na Batalla Carabobo em 2006 e em 2008, em Valencia.
- Terceiro lugar na Copa Espanha de Boxe em Madri.
- Campeão da Copa Olímpica Porto Rico, em 2010.
- Campeão da Torneo Cheo Aponte 2010, em Cuba.
- Campeão da WSB 2010, em Baku.